# Cuarta Parte de Don Florisel de Niquea
La Cuarta Parte de Don Florisel de Niquea es un libro de caballerías español del siglo XVI, décimo tercero del ciclo de Amadís de Gaula, escrito por Feliciano de Silva. Es continuación del undécimo, Rogel de Grecia, y no del duodécimo, el Silves de la Selva, de Pedro de Luján, cuya aparición molestó considerablemente a Silva y al que este dedicó comentarios bastante negativos.
La Cuarta Parte de Don Florisel de Niquea, dividida en dos libros, fue impresa por primera vez en Salamanca en 1551 por Andrea de Portonaris, y reimpresa en Zaragoza en 1568 por Pierres de la Floresta. En ella se prosigue el relato de las aventuras y amores de Don Rogel de Grecia, su medio hermano Anaxartes, su padre Don Florisel de Niquea y otros caballeros que aparecen en los libros anteriores del ciclo amadisiano. 
La acción del primer libro, dividido en 88 capítulos, se inicia en el valle de Lumberque con la asombrosa corte de Arquisidea, emperatriz oriental, y prosigue en la gran ciudad de Gaza, gobernada por el rey Timbez, tío de aquella. El protagonista, Rogel, enamorado de Arquisidiea, asume diversas identidades, como la del pastor  Arquileo y la del caballero Constantino y participa en numerosasaventuras fantásticas. Posteriormente, ya con su verdadero nombre, se dirige a Constantinopla, que se prepara para enfrentar un ataque de los reyes paganos. A solicitud de los griegos, numerosos príncipes y caballeros cristianos acuden al socorro de Constantinopla.
El segundo libro, dividido en 99 capítulos, relata la derrota de los paganos y después se concentra especialmente en el relato de los amores de Rogel y Arquisidea. A pesar de su amor por la emperatriz, el inconstante Rogel tiene aventuras con otras hermosas mujeres. El libro concluye con la habitual promesa de una continuación, en la que se relatarían los hechos de Felismarte de Grecia, hijo de Rogel y  Arquisidea, pero esta obra no llegó a ser publicada y la Cuarta Parte de Don Florisel de Niquea fue el último libro de la serie de Amadís de Gaula en español. 
El ciclo amadisiano fue proseguido en italiano con el Esferamundi de Grecia de Mambrino Roseo y sus sucesivas continuaciones, pero esta serie tomó como punto de partida el Silves de la Selva, que fue traducido al italiano, y no la Cuarta Parte de Don Florisel, que nunca se tradujo a ningún idioma.